# Ferguson-reflex
De ferguson-reflex treedt op bij de vrouw wanneer er rek uitgeoefend wordt op de cervix en/of de vaginawand (uteruswand). Deze reflex is van belang bij het tot stand komen van de baringsweeën. Bij het uitrekken van de cervix wordt het vrijgeven van oxytocine gestimuleerd. Dit hormoon wordt geproduceerd in de hypothalamus en vrijgegeven door de hypofyse. Oxytocine speelt een belangrijke rol bij het opwekken van baarmoedercontracties (weeën). Deze contracties leiden op hun beurt weer tot het oprekken van de cervix wat aanleiding geeft tot meer oxytocinevrijgave ter hoogte van de hypofyse. Deze zichzelf versterkende lus gaat door tot de baby geboren wordt. 
Het is eveneens mogelijk dat oxytocine vrijkomt bij het uitrekken van de vaginawand gedurende de coïtus. 
De ferguson-reflex werd voor het eerst beschreven in 1941 door de Canadese arts James Kenneth Wallace Ferguson (°1907). 